# EUFOR Althea
European Union Force Althea (EUFOR Althea) és un desplegament militar a Bòsnia i Hercegovina per supervisar l'aplicació militar de l'acord de Dayton. És el successor de la SFOR i IFOR de l'OTAN. La transició de la SFOR a l'EUFOR va ser en gran part un canvi de nom i comandants: el 80% de les tropes van romandre en el lloc. It replaced SFOR on 2 December 2004.

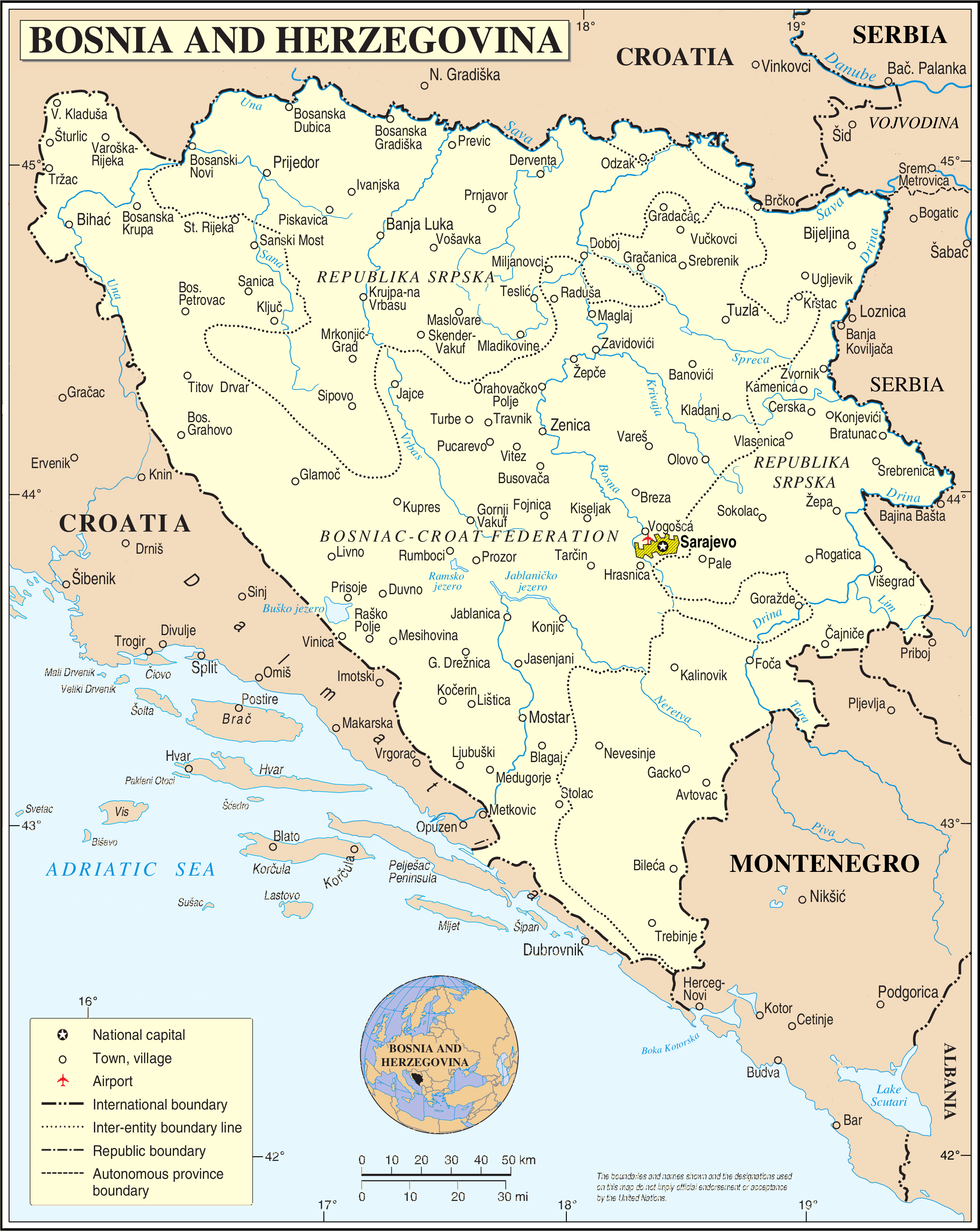
Mapa de Bòsnia i Hercegovina

## Aspectes generals
La implementació civil de l'Acord de Dayton és exercida per l'Alt Representant per a Bòsnia i Hercegovina. EUFOR té 2.503 tropes de 27 països, majoritàriament dels països de la Unió Europea. No obstant això, hi ha tropes addicionals d'altres països com Xile i Turquia.
El comandant de l'EUFOR és actualment el comandant general Anton Waldner (Àustria), des del març de 2017. Per a aquesta missió, l'Estat Major de la Unió Europea està utilitzant el Supreme Headquarters Allied Powers Europe (SHAPE) de l'OTAN com seu operativa de l'UE (OHQ) i està treballant a través del diputat al Comandament Suprem Aliat Europa, un oficial europeu.
L'EUFOR va assumir totes les missions de la SFOR, a excepció de la caça d'individus acusats pel tribunal de criminals de guerra, especialment Radovan Karadžić, antic dirigent de la República Srpska i Ratko Mladić, el seu antic cap militar, que va continuar sent una missió per a l'OTAN A través de la seu de l'OTAN a Sarajevo. L'EUFOR té deures policials contra la delinqüència organitzada, que es considera que està vinculada a sospitosos de criminals de guerra. Va treballar amb la Missió de la Policia de la Unió Europea a Bòsnia i Hercegovina (EUPM) i amb la Policia de Bòsnia. El Representant especial de la Unió Europea a Bòsnia i Hercegovina proporciona orientació política sobre qüestions militars amb una dimensió política local a l'EUFOR.
En setembre de 2012 la força total de EUFOR era de 900 efectius de 19 nacions.

## Estats participants
| Alemanya                          | 111  | —             | —                | —           |
| Àustria                           | 304  | 323           | 320              | 408         |
| Bulgària                          | 120  | 10            | 10               | 10          |
| Espanya                           | —    | 11            | 10               | 9           |
| Estònia                           | 2    | —             | —                | —           |
| Finlàndia                         | 4    | 4             | 5                | 5           |
| França                            | 4    | 1             | 1                | 1           |
| Grècia                            | 49   | 2             | 2                | 2           |
| Hongria                           | 166  | 77            | 44               | 50          |
| Irlanda                           | 43   | 7             | 7                | 7           |
| Itàlia                            | 193  | 4             | 4                | 5           |
| Luxemburg                         | 1    | 1             | —                | —           |
| Països Baixos                     | 75   | 3             | 3                | 6           |
| Polònia                           | 184  | 56            | 36               | 36          |
| Portugal                          | 51   | 51            | —                | —           |
| Txèquia                           | 2    | 2             | 2                | 2           |
| Romania                           | 64   | 55            | 36               | 44          |
| Regne Unit                        | 4    | 5             | 100              | 31          |
| Eslovènia                         | 40   | 34            | 35               | 35          |
| Eslovàquia                        | 29   | 17            | 11               | 9           |
| Suècia                            | 1    | 2             | 2                | 2           |
| Total dels Estats membres membres | 1448 | 665           | 628              | 662         |
| Estats tercerss contribuents      | 2007 | Setembre 2012 | 27 novembre 2014 | 2 març 2015 |
| Albània                           | 13   | 130           | 1                | 1           |
| Xile                              | 21   | 17            | 30               | 15          |
| Macedònia del Nord                | 12   | 11            | 11               | 11          |
| Suïssa                            | 20   | 18            | 29               | 20          |
| Turquia                           | 280  | 268           | 229              | 232         |
| Total general                     | 1794 | 1109          | 928              | 941         |

## Comandants de l'EUFOR Althea
| No. | Nació      | Rang          | Nom                      | Període                 |
| --- | ---------- | ------------- | ------------------------ | ----------------------- |
| 1   | Regne Unit | Major General | David Leakey             | 02.12.2004 – 06.12.2005 |
| 2   | Itàlia     | Major General | Gian Marco Chiarini      | 06.12.2005 – 05.12.2006 |
| 3   | Alemanya   | Contralmirall | Hans-Jochen Witthauer    | 05.12.2006 – 04.12.2007 |
| 4   | Espanya    | Major General | Ignacio Martín Villalaín | 04.12.2007 – 04.12.2008 |
| 5   | Itàlia     | Major General | Stefano Castagnotto      | 04.12.2008 – 03.12.2009 |
| 6   | Àustria    | Major General | Bernhard Bair            | 04.12.2009 – 06.12.2011 |
| 7   | Àustria    | Major General | Robert Brieger           | 06.12.2011 – 03.12.2012 |
| 8   | Àustria    | Major General | Dieter Heidecker         | 03.12.2012 – 17.12.2014 |
| 9   | Àustria    | Major General | Johann Luif              | 17.12.2014 – 24.03.2016 |
| 10  | Àustria    | Major General | Friedrich Schrötter      | 24.03.2016 – 28.03.2017 |
| 10  | Àustria    | Major General | Anton Waldner            | 28.03.2017 – present    |